# Севаре
Севаре (фр. Sévaré) — місто в регіоні Мопті, Малі, з населенням приблизно 40 000 чоловік. Знаходиться за 10 км на південний схід від Мопті та за 10 км на південь від міста Фатома — старої столиці Кунаарі. Від Севаре можна дістатися до міст: Бандіагара на сході, Гао і Тімбукту на півночі, Сегу і Бамако на південному заході, а також до сусідньої країни Буркіна-Фасо на півдні.
У безпосередній близькості від міста розташований Аеропорт Мопті.

## Клімат
Місто знаходиться у зоні, котра характеризується кліматом тропічних пустель. Найтепліший місяць — травень із середньою температурою 32.8 °C (91 °F). Найхолодніший місяць — січень, із середньою температурою 22.8 °С (73 °F).
| Клімат Севаре           | Клімат Севаре | Клімат Севаре | Клімат Севаре | Клімат Севаре | Клімат Севаре | Клімат Севаре | Клімат Севаре | Клімат Севаре | Клімат Севаре | Клімат Севаре | Клімат Севаре | Клімат Севаре | Клімат Севаре |
| Показник                | Січ.          | Лют.          | Бер.          | Квіт.         | Трав.         | Черв.         | Лип.          | Серп.         | Вер.          | Жовт.         | Лист.         | Груд.         | Рік           |
| Середня температура, °C | 23            | 26            | 29            | 32            | 33            | 31            | 28            | 27            | 28            | 29            | 26            | 23            | 27            |
| Норма опадів, мм        | 1             | 0             | 0             | 4             | 22            | 54            | 144           | 174           | 88            | 18            | 0             | 0             | 506           |
| ----------------------- | ------------- | ------------- | ------------- | ------------- | ------------- | ------------- | ------------- | ------------- | ------------- | ------------- | ------------- | ------------- | ------------- |
| Джерело: Weatherbase    |               |               |               |               |               |               |               |               |               |               |               |               |               |

## Галерея

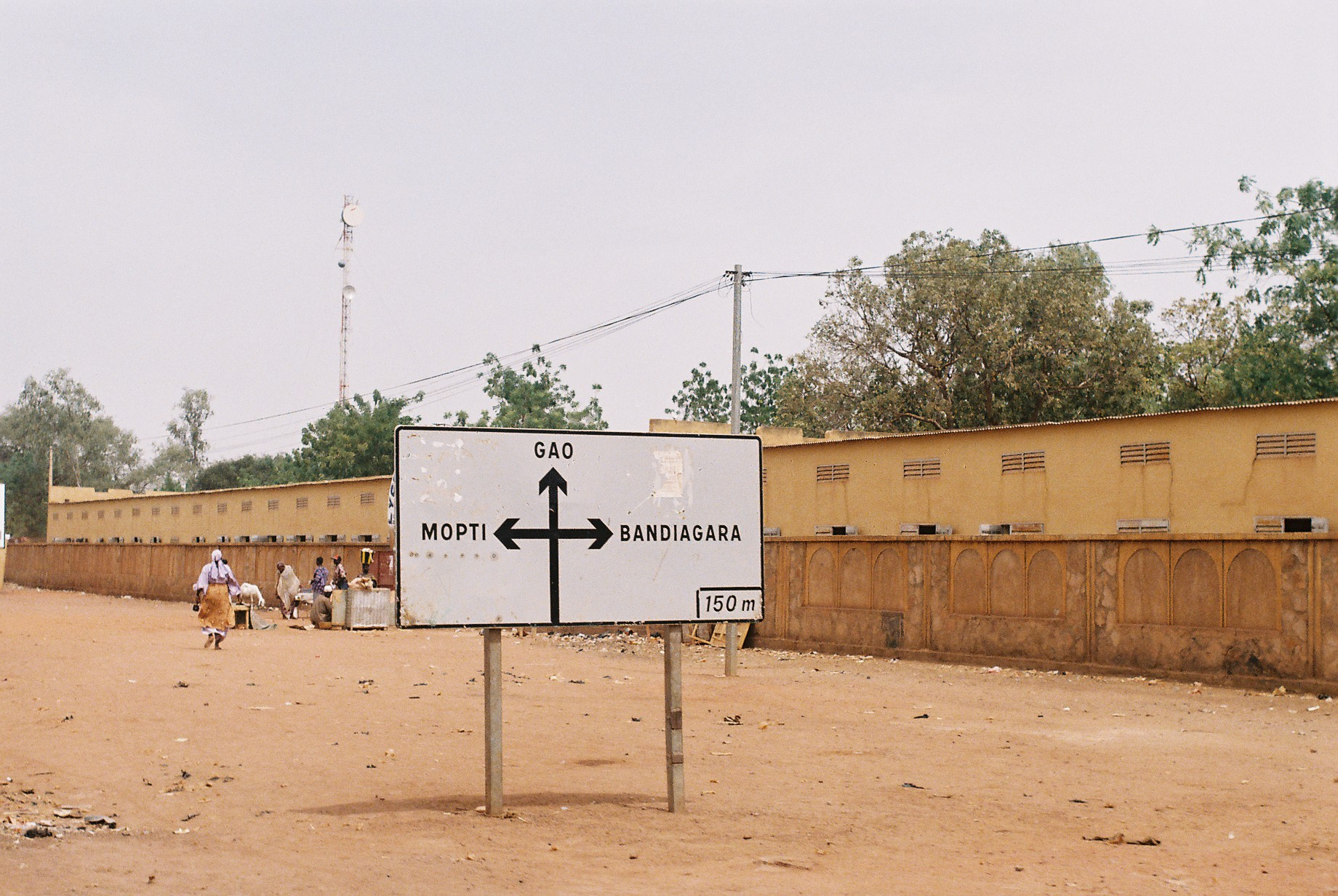
Севаре на перехресті доріг
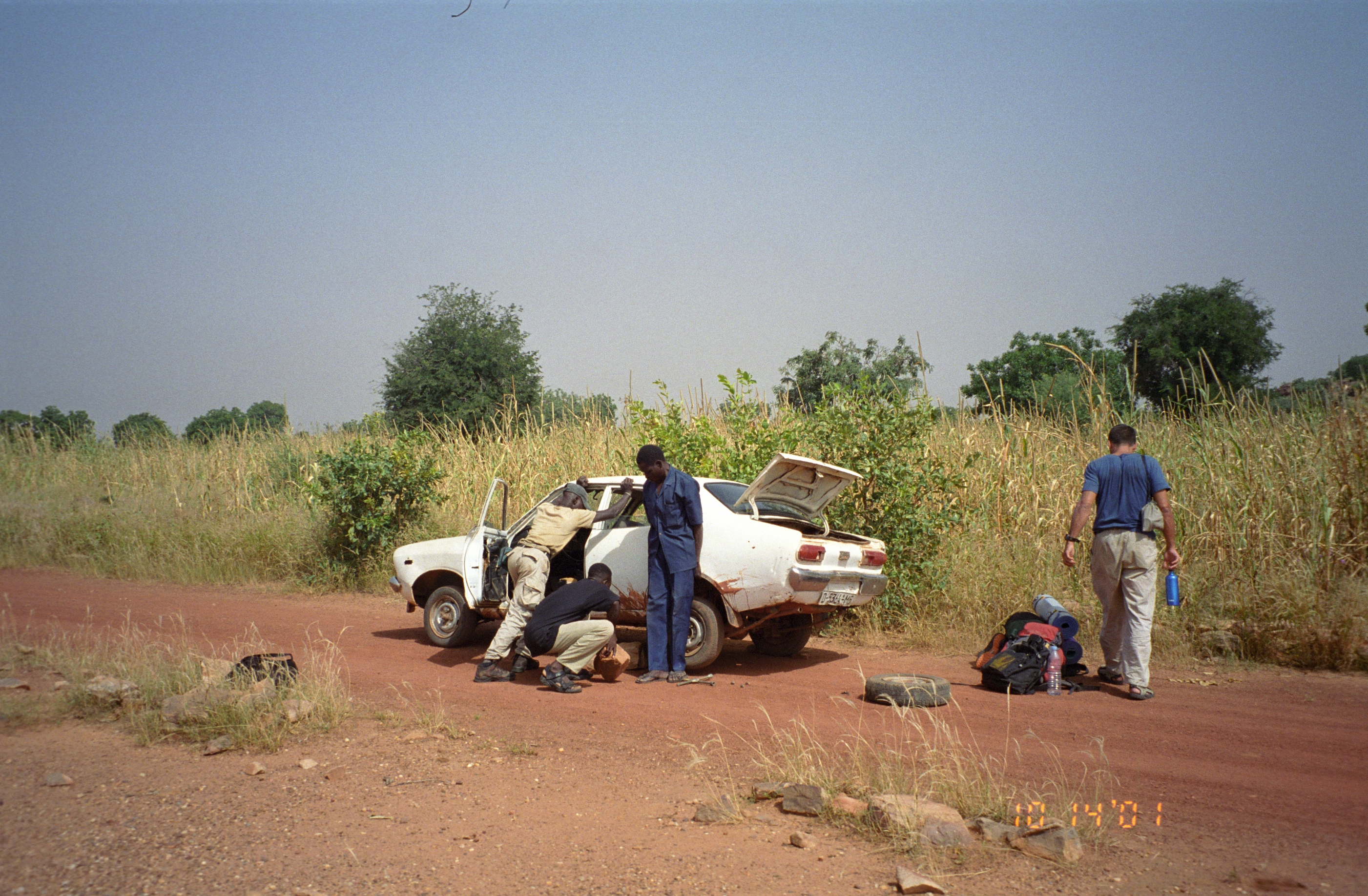
Околиці міста
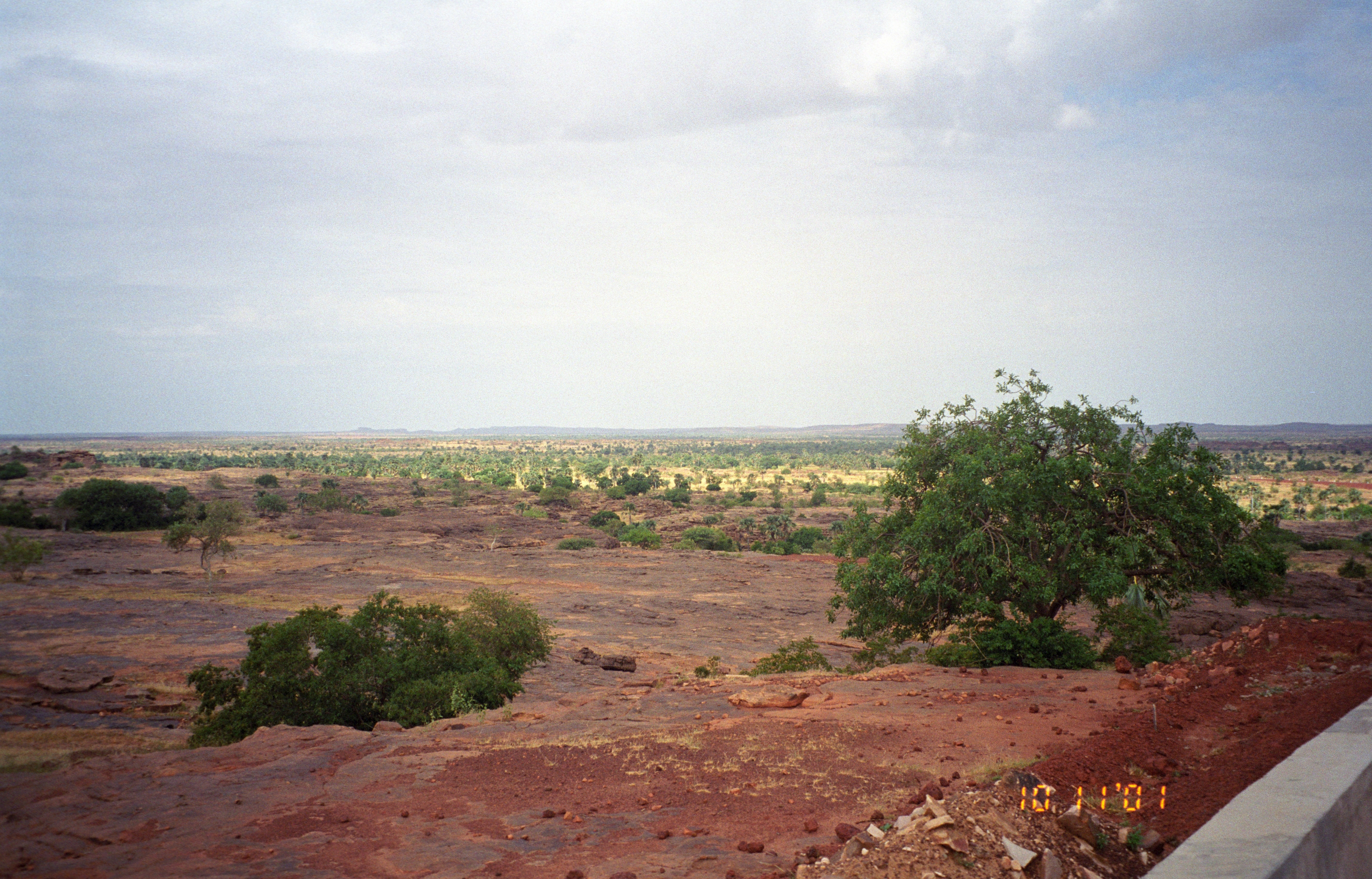
Сільська місцевість поблизу Севаре